# Gerhard von Brüssel
Gerhard von Brüssel (lat: Gerardus Bruxellensis, nl.: Gerard van Brussel, frz.: Gérard de Bruxelles, en.: Gerard of Brussels) (Werke ca. 1187–1260) war ein Geometer und Philosoph des frühen 13. Jahrhunderts. Sein Leben und seine Karriere bleiben im Dunklen.
Gerard spielte eine Rolle in der Entwicklung der Kinematik und der Vermessung geometrischer Formen. Er wurde in erster Linie bekannt für sein Buch Liber de motu (Über Bewegung), ein aus sechs Handschriften bestehendes, grundlegendes Werk der Kinematik, das wahrscheinlich zwischen 1187 und 1260 entstand. Er wird in seiner Handschrift als Magister bezeichnet und da er anscheinend auch den Liber philotegni de triangulis von Jordanus von Nemore kannte, ordnet ihn Marshall Clagett in das universitäre Umfeld ein, möglicherweise in Paris.
Er machte die Werke von Euklid und Archimedes wieder populär und war ein Ideengeber der Oxford Calculators. Thomas Bradwardine zitiert Gerard in seinem Werk Tractatus de proportionibus velocitatum (1328).
Sein Hauptbeitrag war seine Abwendung von der Griechischen Mathematik und die Herausbildung der Vorstellung des Verhältnisses zweier ungleicher Quantitäten wie Entfernung und Zeit, so wie moderne Physik Geschwindigkeit definiert.